# تونی بلو

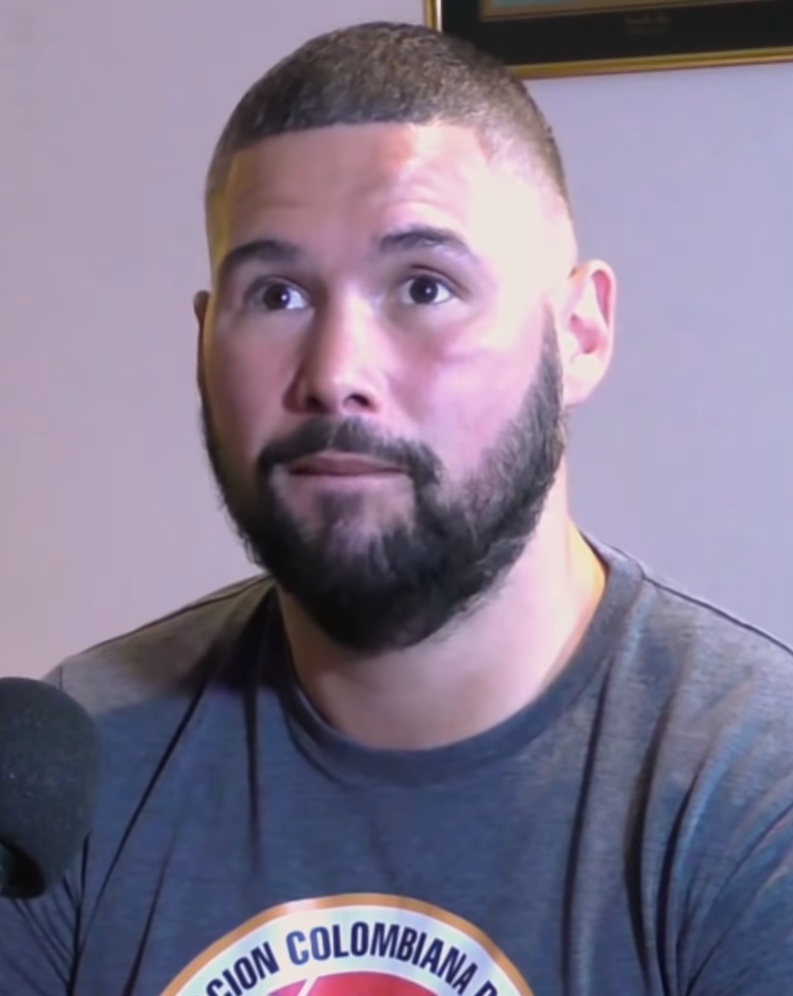
تونی بلو در ۲۰۲۰

تونی بلو (انگلیسی: Tony Bellew؛ زادهٔ ۳۰ نوامبر ۱۹۸۲) بوکسور اهل بریتانیا است.
از فیلم‌ها یا برنامه‌های تلویزیونی که وی در آن نقش داشته‌است می‌توان به کرید اشاره کرد.